# Sony Watchman

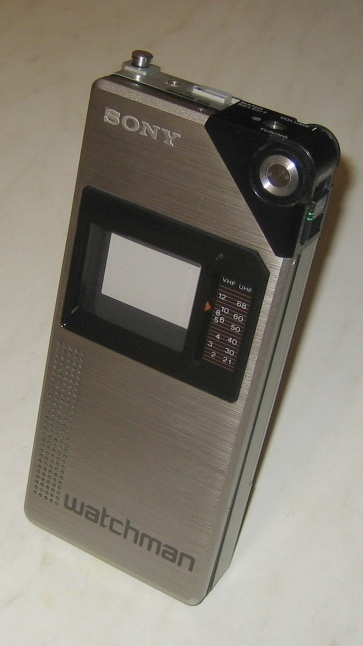
Sony Watchman FD-210BE

Watchman Sony – linia przenośnych, kieszonkowych odbiorników telewizyjnych produkowanych przez Sony.
Pierwszy model, FD-210, został wprowadzony do sprzedaży w Japonii w 1982 roku. Posiadał czarno-biały ekran o przekątnej 5 cm. Ważył 650 gramów i posiadał wymiary 87 × 198 × 33 mm. Kosztował 54 800 jenów. W 1984 roku urządzenie pojawiło się na rynku w Europie i USA. Przez lata urządzenia przechodziły ewolucję. Wprowadzony w 1984 roku FD-30 miał wbudowane radio AM/FM stereo. FD-40/42/44/45 należały do największych modeli, miały ekran CRT o przekątnej 4". FD-40 był wyposażony w kompozytowe wejście A/V, a FD-45, wprowadzony w 1986 roku, cechował się wodoodpornością.
Jeden z ostatnich modeli, FDL-22 z 1998 roku, posiadał kolorowy ekran LCD 2,2", automatyczny tuner VHF i UHF (kanały 2–69) oraz antenę wbudowaną w pasek Sony Straptenna.
Produkcja serii Watchman została zakończona w 2000 roku.